# Sprzęgnik
Sprzęgnik (ang. connector coupler) - dwuczęściowy łącznik bezmechanizmowy, wyposażony najczęściej w zestyki łączeniowe gniazdowe, którego przynajmniej jedna część jest zazwyczaj połączona z ruchomym przewodem.